# Ecnomina mesembria
Ecnomina mesembria là một loài Trichoptera trong họ Ecnomidae. Chúng phân bố ở miền Australasia.